# Catarina Parda
Catarina Parda (nacida en 1862) fue una esclava y prostituta brasileña, una de las muchas víctimas de esclavitud y prostitución. Su nombre consta en documentos de procesos judiciales que fueron emblemáticos para la discusión sobre los derechos individuales en su época.

## Historia
Catarina nació en una hacienda del Río Grande del Norte, y con 17 años fue vendida en Río de Janeiro consignada a João Fonseca, que la vendió inmediatamente a la señora Amélia Francelina Cabral de Azevedo, que obligó a la muchacha a prostituirse, presentándose semidesnuda en la ventana de la casa y llamando la atención de los transeúntes. Como era virgen, el primer cliente la desfloró. Todo el dinero ganado por Catarina era dado a la señora. Si no conseguía clientes suficientes, recibía  castigos corporales y era amenazada con la Casa de Corrección para esclavos rebeldes e insumisos.
La policía, en la época, era connivente y frecuentemente ayudaba a los dueños de prostitutas, pero hubo también jefes de la policía que intentaron combatir la explotación de esclavas en la prostitución, alegando que "nadie tenía el derecho de abusar de su propiedad y, mucho menos, cuando consiste en criaturas humanas". Exigían que el dueño que abusara de su esclava de tal manera, perdiera el derecho de ser su amo, haciendo a la esclava libre. En 1871, el jefe de la Policía de la Corte, Francisco de Faria Lemos, lideró una campaña en que fueron liberadas más de cien esclavas por esa regla. En el relato del juez, fueron descritas las atrocidades que los señores y señoras cometían contra sus esclavas para forzarlas a someterse a los deseos abusivos de los clientes. Sin embargo, más tarde, la policía tuvo que retroceder ante los abogados de los dueños de las esclavas, defendiendo su propiedad. Así también terminó el caso de la esclava Catarina Parda. Tras una investigación de la policía en la casa de la señora Amelia Cabral, hallaron pruebas contundentes y exigieron a la señora que mandara a la "pardinha" (negrita) a la comisaría de la guardia urbana para prestar testimonio. En él la esclava confirmó que no quería prostituirse, pero que la señora la castigaba y forzaba a venderse en la ventana de la casa, entregándole todo el dinero, y recibiendo castigos corporales cuando no conseguía, como mínimo, diez milréis por día. Pero a pesar de las pruebas y del testimonio, su ama obtuvo un habeas corpus, y la policía tuvo que devolverle la esclava. No se sabe con certeza como Catarina fue castigada, por denunciar a su señora, y cómo y cuándo murió, se ignora. Se sabe, sin embargo, que las mujeres como Catarina generalmente morían pronto, víctimas de la sífilis y otras enfermedades venéreas, además de los constantes maltratos físicos.